# Lachelle
Lachelle è un comune francese di 616 abitanti situato nel dipartimento dell'Oise della regione dell'Alta Francia.
Nel 1980 Bernard Moitessier lanciò l'idea di piantare alberi da frutto al posto delle abituali piante ornamentali infruttifere lungo le vie e i viali delle città francesi. Il primo comune che avesse risposto a quest'invito avrebbe ricevuto un assegno di 15000 franchi. Il sindaco di questo comune fu il primo a rispondere, e il comune battezzò una strada Bernard Moitessier. Questo episodio è narrato in "Tamata e l'Alleanza", Bernard Moitessier, Incontri Nautici, 1993.

## Società

### Evoluzione demografica
Abitanti censiti